# Kishane Thompson
Kishane Thompson (Saint Catherine, 17 de julio de 2001) es un deportista jamaicano que compite en atletismo, especialista en las carreras de velocidad.
Participó en los Juegos Olímpicos de París 2024, obteniendo una medalla de plata en la prueba de 100 m.
En 2023 quedó en segundo lugar en los 100 m de la reunión de la Liga de Diamante disputada en Xiamen. Obtuvo la victoria en el Campeonato de Jamaica de Atletismo de 2024, en los 100 m.

## Palmarés internacional
| Juegos Olímpicos | Juegos Olímpicos | Juegos Olímpicos | Juegos Olímpicos |
| Año              | Lugar            | Medalla          | Prueba           |
| ---------------- | ---------------- | ---------------- | ---------------- |
| 2024             | París (Francia)  | Medalla de plata | 100 m            |